# SpiderMonkey
SpiderMonkey — движок JavaScript с открытым исходным кодом, разрабатываемый Mozilla Foundation. Используется в браузере Mozilla Firefox.
Первый в истории движок JavaScript.

## История
SpiderMonkey был написан Бренданом Эйхом во время его работы в Netscape Communications, а позднее сделан открытым. В настоящее время SpiderMonkey поддерживается Mozilla Foundation.

### Версии
| Версия | Дата выпуска  | Соответствующая версия ECMAScript | Версия браузера                   | Добавленная функциональность                                                               |
| ------ | ------------- | --------------------------------- | --------------------------------- | ------------------------------------------------------------------------------------------ |
| 1.0    | март 1996     |                                   | Netscape Navigator 2.0            |                                                                                            |
| 1.1    | август 1996   |                                   | Netscape Navigator 3.0            |                                                                                            |
| 1.2    | июнь 1997     |                                   | Netscape Navigator 4.0 — 4.05     |                                                                                            |
| 1.3    | октябрь 1998  | ECMA-262 1st + 2nd edition        | Netscape Navigator 4.06-4.7x      |                                                                                            |
| 1.4    |               |                                   | Netscape Server                   |                                                                                            |
| 1.5    | ноябрь 2000   | ECMA-262 3rd edition              | Netscape Navigator 6, Firefox 1.0 |                                                                                            |
| 1.6    | ноябрь 2005   |                                   | Firefox 1.5                       | дополнительные методы массива, дженерики массивов и строк, ECMAScript для XML (E4X)        |
| 1.7    | октябрь 2006  |                                   | Firefox 2.0                       | итераторы и генераторы, оператор let, array comprehensions, деструктурирующее присваивание |
| 1.8    | июнь 2008     |                                   | Firefox 3.0                       | выражения-генераторы, замыкания выражений                                                  |
| 1.8.5  | март 2011     | ECMA-262 5th edition              | Firefox 4.0                       | поддержка JSON                                                                             |
| 1.8.8  | январь 2012   |                                   | Firefox 10.0                      |                                                                                            |
| 17     | ноябрь 2012   |                                   | Firefox 17.0                      |                                                                                            |
| 24     | сентябрь 2013 |                                   | Firefox 24.0                      |                                                                                            |
| 31     | июль 2014     |                                   | Firefox 31.0                      |                                                                                            |
| 38     | май 2015      |                                   | Firefox 38.0                      |                                                                                            |
| 45     | март 2016     |                                   | Firefox 45.0                      |                                                                                            |
| 52     | март 2017     |                                   | Firefox 52.0                      |                                                                                            |
| 60     | май 2018      |                                   | Firefox 60.0                      |                                                                                            |
| 68     | июль 2019     |                                   | Firefox 68.0                      |                                                                                            |
| 78     | июнь 2020     |                                   | Firefox 78.0                      |                                                                                            |
| 91     | август 2021   |                                   | Firefox 91.0                      |                                                                                            |
| 102    | июнь 2022     |                                   | Firefox 102.0                     |                                                                                            |
| 103    | июль 2022     |                                   | Firefox 103.0                     |                                                                                            |
| 128    | июль 2024     |                                   | Firefox 128.0                     |                                                                                            |

## Описание
SpiderMonkey написан на языке Си и включает в себя компилятор, интерпретатор, декомпилятор, сборщик мусора и стандартные классы. Он не предоставляет рабочего окружения, такого как DOM.
SpiderMonkey встраивается в другие приложения, которые предоставляют рабочее окружение для JavaScript. Наиболее популярными программами являются Mozilla Firefox и Mozilla Application Suite/SeaMonkey, а также Adobe Acrobat. SpiderMonkey также используется в качестве движка JavaScript для Yahoo! Widgets (ранее известного под именем «Konfabulator») и UOX3, эмулятора Ultima Online.
SpiderMonkey, как и родственный ему движок Rhino, имеет поддержку стандарта ECMAScript для XML (E4X).

## ActionMonkey
В 2006 году для Mozilla 2 планировалось использовать Tamarin — открытую виртуальную машину ActionScript, разработанную в Macromedia (позже Adobe). Проект по интеграции SpiderMonkey и Tamarin получил кодовое название ActionMonkey. Позднее этот проект был отменен в силу ряда причин.

## TraceMonkey
В 2009 году к SpiderMonkey добавлена возможность компиляции JavaScript в машинный код, что существенно ускорило выполнение JavaScript-кода. Проект получил название TraceMonkey.
Браузер Firefox, начиная с версии 3.5, для исполнения JavaScript-кода использует по умолчанию TraceMonkey.

## JägerMonkey
Для того, чтобы достичь производительности, сравнимой с другими движками, в 2010 году к SpiderMonkey было решено добавить JIT-компиляцию, основанную на компиляции целого метода (англ. method-based JIT). Проект получил название JaegerMonkey (JägerMonkey).
Браузер Firefox использует JägerMonkey начиная с версии 4.0.

## IonMonkey
Новая версия разрабатывается в Mozilla Foundation.
Браузер Firefox использует IonMonkey начиная с версии 18.0.

## OdinMonkey
Несмотря на то, что IonMonkey ещё не до конца реализован, частично внедрён в Nightly 23, Mozilla Foundation приступили к созданию следующей версии — OdinMonkey.